# Aly Ben Ayed
Pour les articles homonymes, voir Famille Ben Ayed et Ayed.
Aly Ben Ayed ou Ali Ben Ayed (arabe : علي بن عياد), né le 15 août 1930 à Tunis et mort le 14 février 1972 à Paris, est un acteur et metteur en scène tunisien.

## Biographie

### Formation
Il monte sur les planches alors qu'il n'est encore qu'élève à l'école primaire. Il fait ses études secondaires au collège Sadiki. Cependant, succombant à la tentation du théâtre, il part à l'étranger — d'abord en France — où il s'inscrit au Conservatoire de Paris et s'intéresse aux cours donnés par René Simon. En 1955, boursier de la municipalité de Tunis, il se rend au Caire suivre les cours du Centre des hautes études dramatiques (cycle terminal). En 1956, il retourne à Paris pour suivre un stage de mise en scène et d'éclairage au Théâtre national populaire. En 1958, il rejoint la troupe municipale de Tunis en tant que directeur adjoint de Mohamed Agrebi. Enfin, en 1960, il fait un voyage d'études aux États-Unis.
Entre-temps, il ne cesse de prendre une part active à la création et à la mise en scène de pièces du répertoire tunisien et mondial où il campe généralement le premier rôle. Il fait ainsi sa première apparition cinématographique en 1952 dans un court métrage réalisé par Georges Régnier, Le voyage d'Abdallah, qui obtient une mention spéciale au Festival de Cannes 1953. Parallèlement, il s'intéresse à la radio, surtout pendant la crise de Bizerte, en produisant plusieurs émissions inspirées de l'événement.

### Figure du théâtre
Son passage à la tête de la troupe municipale de théâtre de Tunis marque d'une pierre blanche l'édifice du théâtre tunisien. En effet, c'est avec lui que cette troupe connaît ses années fastes. Son acharnement au travail et son talent, à la fois de comédien et de metteur en scène, lui assurent un rayonnement certain à l'échelle régionale et le hissent au niveau des meilleures troupes au monde.
Son répertoire, qui se situe dans la période allant de 1958 à 1971, est riche et varié : il compte pas moins de 27 pièces dont Œdipe roi, Hamlet, Caligula, L'École des femmes, Othello, L'Avare, Mourad III, Yerma, Le Maréchal, L'Homme à l'âne, La Maison de Bernarda Alba, etc.

### Mort
Il part pour Paris, le 9 février 1972, pour mettre les dernières retouches à une pièce traitant de la révolution palestinienne. Victime d'une hémorragie cérébrale, le 12 février, il meurt deux jours plus tard à l'âge de 41 ans. Rapatrié à Tunis, son corps est inhumé au cimetière du Djellaz le 17 février.
Une rue de Tunis porte aujourd'hui son nom.

## Filmographie
- 1968 : Angélique et le Sultan de Bernard Borderie : le sultan
- 1968 : Enfants de salauds de André de Toth : Sadok
- 1969 : La Mort trouble de Férid Boughedir et Claude d'Anna : un homme
- 1969 : Thibaud ou les Croisades (deuxième épisode de la première série : L'appel du désert) : le prince blanc aux côtés d'André Lawrence